# Mtoto (cheval)
Mtoto (1983-2011) est un cheval de course pur-sang anglais, participant aux courses de plat.

## Carrière de course
Il aura fallu du temps à Mtoto pour se révéler. Acquis aux ventes de yearlings pour 110 000 Guinées par le cheikh Ahmed al Maktoum, entraîné par Alec Stewart et monté par Michael Roberts, il prend un accessit pour ses premiers pas à 2 ans, mais des ennuis de santé contrarient ses plans et on retrouve le poulain presque un an plus tard lorsqu'il décroche son maiden, à sa troisième tentative. Cinquième des King Edward Stakes pour son premier essai au niveau des groupes, il termine bien son année en obtenant une surprenante quatrième place dans les Queen Elizabeth II Stakes. Mais c'est sûr plus long que Mtoto va donner sa pleine mesure l'année suivante. 
En 1987, âgé de 4 ans, Mtoto n'est pas un nom qui compte dans les courses de haut niveau. Mais sa victoire dans les Brigadier Gerard Stakes, pour sa rentrée, est prometteuse et il confirme en s'offrant les Prince of Wales's Stakes durant le meeting royal d'Ascot. Après une victoire de groupe 3 et une autre de groupe 2, on le retrouve logiquement au départ des Eclipse Stakes, où l'on attend surtout un match entre l'excellent vainqueur du Derby d'Epsom Reference Point, et l'inusable championne française Triptych qui, à 5 ans, vient d'enchaîner le Prix Ganay et la Coronation Cup. Mais c'est bien Mtoto qui, jouant les troisième larron, tire les marrons du feu au terme d'une course menée tambour battant par le favori - quatre décennies plus tard, le 2'03"33 affiché ce jour-là constitue toujours le record des Eclipse Stakes. Désormais lauréat de groupe 1, et pas n'importe lequel, le partenaire de Michael Roberts n'est pas revu en piste avant l'automne, toujours embêté par des pépins de santé. C'est donc sans course de rentrée qu'il tente sa chance dans un Prix de l'Arc de Triomphe disputé en petit comité, mais relevé, avec Reference Point (vainqueur entretemps des King George VI & Queen Elizabeth II Stakes et du St. Leger), l'Italien Tony Bin, Triptych, et un 3 ans français sur la montante, Trempolino. C'est ce dernier qui prend tout le monde de vitesse (il pulvérise le record établi l'année précédente par Dancing Brave, record qui tiendra dix ans jusqu'à Peintre Célèbre), et s'impose devant Tony Bin, Triptych et Mtoto, battu d'une tête pour le second accessit. Sans avoir pu faire une course de rentrée, sa performance est bonne et lui vaut de compter parmi les favoris des Champion Stakes, mais il déçoit dans cette course où triomphe Triptych.  
Mtoto semble avoir eu son momentum à l'été 1987. Et pourtant le meilleur est à venir. Au printemps 1988, après une rentrée victorieuse à Goodwood dans une Listed, il réalise le doublé dans les Prince of Wales's Stakes, en prélude à un autre doublé, plus extraordinaire, dans les Eclipse Stakes devant Shadi Heights et l'increvable Triptych. Il devient le quatrième cheval à remporter deux fois cette course, le premier depuis Polyphontes en 1924 et 1925 (depuis, seul Halling l'a imité en 1995 et 1996). Il manque toutefois à Mtoto une victoire de prestige sur la distance-reine des 2 400 mètres. Le voilà au départ des King George VI & Queen Elizabeth II Stakes. Face à lui Tony Bin, qui reste sur deux victoires de groupe 1 en Italie, Unfuwain le vainqueur des King Edward VII Stakes (le "Derby d'Ascot") ou encore Doyoun, lauréat des 2000 Guinées et troisième du Derby de Kahyasi. Mtoto s'impose nettement devant Unfuwain et Tony Bin, prouvant ainsi son aptitude à la distance classique. Aussi, lorsque contrairement à l'année précédente il peut se préparer dans une course de rentrée (les Select Stakes, qu'il gagne facilement), il est logiquement promu favori d'un Prix de l'Arc de Triomphe qui cette fois a fait le plein de partants : ils sont en effet 24 à s'élancer parmi lesquels Unfuwain, Triptych évidemment, Kahyasi ou encore Tony Bin. Mtoto n'est battu que par ce dernier, d'une encolure, et peut-être aussi par son jockey Michael Roberts, qui se verra reprocher d'avoir donné au meilleur cheval d'âge anglais le pire des parcours. Mtoto se retire sur cette rageante défaite, auréolé du titre de meilleur mâle d'âge de l'année en Europe, à égalité avec Tony Bin, et une livre derrière la championne Miesque, tandis que Timeform, en lui décernant un 134, fait de lui le meilleur cheval d'âge européen, toujours à égalité avec Tony Bin, mais cette fois une livre devant Miesque. 

### Résumé de carrière
| Date         | Hippodrome   | Pays        | Course                                     | Statut      | Distance    | Jockey      | Place       | Écart       | Vainqueur ou deuxième |
| 1985, 2 ans  | 1985, 2 ans  | 1985, 2 ans | 1985, 2 ans                                | 1985, 2 ans | 1985, 2 ans | 1985, 2 ans | 1985, 2 ans | 1985, 2 ans | 1985, 2 ans           |
| ------------ | ------------ | ----------- | ------------------------------------------ | ----------- | ----------- | ----------- | ----------- | ----------- | --------------------- |
| 7 août       | York         | Royaume-Uni | Family Resort Stakes                       |             | 1 400 m     | ―           | 3e / 14     | 3           | Queen's Soldier       |
| 1986, 3 ans  |              |             |                                            |             |             |             |             |             |                       |
| 8 mai        | Sandown Park | Royaume-Uni | Maiden                                     |             | 2 000 m     | ―           | 2e          | ―           | ―                     |
| 6 juin       | Haydock Park | Royaume-Uni | Maiden                                     |             | 2 100 m     | ―           | 1er / 8     | 2           | Top Range             |
| 17 juin      | Ascot        | Royaume-Uni | King Edward VII Stakes                     | Gr. 3       | 2 400 m     | M. Roberts  | 5e / 13     | ―           | Bonhomie              |
| 17 juillet   | York         | Royaume-Uni | Conway Stakes                              |             | 2 300 m     | ―           | 2e / 6      | 1           | Magic Slipper         |
| 20 août      | York         | Royaume-Uni | Handicap                                   |             | 1 800 m     | ―           | 2e / 17     | 2           | My Generation         |
| 27 septembre | Ascot        | Royaume-Uni | Queen Elizabeth II Stakes                  | Gr. 1       | 1 600 m     | M. Roberts  | 4e / 7      | 5           | Sure Blade            |
| 1987, 4 ans  |              |             |                                            |             |             |             |             |             |                       |
| 26 mai       | Sandown Park | Royaume-Uni | Brigadier Gerrard Stakes                   | Gr. 3       | 2 000 m     | M. Roberts  | 1er / 10    | 2 ½         | Allez Milord          |
| 16 juin      | Ascot        | Royaume-Uni | Prince of Wales's Stakes                   | Gr. 2       | 2 000 m     | M. Roberts  | 1er / 8     | 2 ½         | Amerigo Vespucci      |
| 4 juillet    | Sandown Park | Royaume-Uni | Eclipse Stakes                             | Gr. 1       | 2 000 m     | M. Roberts  | 1er / 19    | 3/4         | Reference Point       |
| 4 octobre    | Longchamp    | France      | Prix de l'Arc de Triomphe                  | Gr. 1       | 2 400 m     | M. Roberts  | 4e / 11     | 5           | Trempolino            |
| 17 octobre   | Newmarket    | Royaume-Uni | Champion Stakes                            | Gr. 1       | 2 000 m     | M. Roberts  | 8e / 11     | ―           | Triptych              |
| 1988, 5 ans  |              |             |                                            |             |             |             |             |             |                       |
| 18 mai       | Goodwood     | Royaume-Uni | Festival Stakes                            | Listed      | 2 000 m     | M. Roberts  | 1er / 6     | 1           | Media Starguest       |
| 14 juin      | Ascot        | Royaume-Uni | Prince of Wales's Stakes                   | Gr. 2       | 2 000 m     | M. Roberts  | 1er / 4     | enc.        | Broken Hearted        |
| 2 juillet    | Sandown Park | Royaume-Uni | Eclipse Stakes                             | Gr. 1       | 2 000 m     | M. Roberts  | 1er / 8     | enc.        | Shady Heights         |
| 23 juillet   | Ascot        | Royaume-Uni | King George VI & Queen Elizabeth II Stakes | Gr. 1       | 2 400 m     | M. Roberts  | 1er / 10    | 2           | Unfuwain              |
| 9 septembre  | Goodwood     | Royaume-Uni | Select Stakes                              | Gr. 3       | 2 000 m     | M. Roberts  | 1er / 5     | 2 ½         | Hibernian Gold        |
| 2 octobre    | Longchamp    | France      | Prix de l'Arc de Triomphe                  | Gr. 1       | 2 400 m     | M. Roberts  | 2e / 24     | enc.        | Tony Bin              |

## Au haras
Mtoto devient étalon à Aston Upthorpe Stud, au tarif de £ 18 000. Malgré son pedigree atypique (ou grâce au fait qu'il soit outcross, c'est-à-dire exempt des courants de sang dominants), Mtoto parvient à tirer son épingle du jeu puisqu'il a donné trois vainqueurs de groupe 1, Shaamit (Derby d'Epsom), Celeric (Gold Cup, stayer de l'année 1997 en Europe) et Serious Attitude (Cheveley Park Stakes). Retiré de la monte en 2006 (il était alors proposé à £ 4 000), il passe sa retraite à Aston Upthorpe aux côtés d'un autre champion, Zilzal, et s'éteint en mai 2011, à 28 ans.

## Origines
Atypique et outcross, donc, est le pedigree de Mtoto qui a pour père Busted, cheval de l'année 1967 en Angleterre et cheval à la carrière singulière puisqu'il fut le leader d'entraînement du champion Royal Palace avant de se révéler pleinement pour son propre compte et d'enchaîner les victoires à l'été 1967 (Eclipse Stakes, King George, Prix Foy) qui en firent un des favoris d'un Prix de l'Arc de Triomphe auquel il dut finalement renoncer sur blessure. Mtoto est son meilleur produit avec Bustino (St. Leger, Coronation Cup, battu par Grundy lors de la légendaire édition 1975 des King George. 
Amazer, la mère de Mtoto, est une jument française importée en Angleterre dans les années 70 et a donné plusieurs bons vainqueurs, parmi lesquels Savoureuse Lady (par Caerleon), lauréate du Prix Fille de l'Air (Gr.3) et troisième du Prix de Royaumont (Gr.3), Button Up (par Busted), deuxième du Prix Fille de l'Air, Astonished (par Connaught), troisième du Prix de Royallieu (groupe 3 à l'époque). Amazer est une petite fille de Zabara, championne de sa génération en Angleterre au début des années 50, lauréate des 1000 Guinées, des Cheveley Park Stakes, des Coronation Stakes et deuxième des Oaks. À la génération précédente on retrouve également Samovar, deuxième des Cheveley Park Stakes.

### Pedigree
| Origines de Mtoto (GB), mâle bai né en 1983 | Origines de Mtoto (GB), mâle bai né en 1983 | Origines de Mtoto (GB), mâle bai né en 1983 | Origines de Mtoto (GB), mâle bai né en 1983 |
| ------------------------------------------- | ------------------------------------------- | ------------------------------------------- | ------------------------------------------- |
| Père Busted 1963                            | Crepello 1954                               | Donatello                                   | Blenheim                                    |
| Père Busted 1963                            | Crepello 1954                               | Donatello                                   | Delleana                                    |
| Père Busted 1963                            | Crepello 1954                               | Crepuscule                                  | Mieuxce                                     |
| Père Busted 1963                            | Crepello 1954                               | Crepuscule                                  | Red Sunset                                  |
| Père Busted 1963                            | Sans le Sou 1957                            | Vimy                                        | Wild Risk                                   |
| Père Busted 1963                            | Sans le Sou 1957                            | Vimy                                        | Mimi                                        |
| Père Busted 1963                            | Sans le Sou 1957                            | Martial Loan                                | Court Martial                               |
| Père Busted 1963                            | Sans le Sou 1957                            | Martial Loan                                | Loan                                        |
| Mère Amazer 1967                            | Mincio 1957                                 | Relic                                       | War Relic                                   |
| Mère Amazer 1967                            | Mincio 1957                                 | Relic                                       | Bridal Colours                              |
| Mère Amazer 1967                            | Mincio 1957                                 | Merise                                      | Le Pacha                                    |
| Mère Amazer 1967                            | Mincio 1957                                 | Merise                                      | Miraflore                                   |
| Mère Amazer 1967                            | Alzara 1961                                 | Alycidon                                    | Donatello                                   |
| Mère Amazer 1967                            | Alzara 1961                                 | Alycidon                                    | Aurora                                      |
| Mère Amazer 1967                            | Alzara 1961                                 | Zabara                                      | Persian Gulf                                |
| Mère Amazer 1967                            | Alzara 1961                                 | Zabara                                      | Samovar (famille 1-k)                       |